# Toulon, Illinois
Toulon là một thành phố thuộc quận Stark, tiểu bang Illinois, Hoa Kỳ. Năm 2010, dân số của thành phố này là 1292 người.

## Dân số
Dân số qua các năm:
- Năm 2000: 1400 người.
- Năm 2010: 1292 người.